# Sociedade Händel e Haydn
A Sociedade Handel e Haydn é uma orquestra e coro da cidade de Boston, Massachusetts, Estados Unidos. Fundada em 1815, é uma das organizações de arte mais antigas ainda em atividade dos Estados Unidos. É muito conhecida pelas suas performances do oratório O Messias de Georg Friedrich Händel, que foi apresentado pela primeira vez nos Estados Unidos pela sociedade em 1818 e anualmente desde 1854.

## História
A Sociedade Handel e Haydn foi fundada como uma sociedade de oratória em Boston, em 20 de abril de 1815, por Gottlieb Graupner, Thomas Smith Webb, Amasa Winchester e Matthew S. Parker, um grupo de mercadores e músicos de Boston. O nome da Sociedade reflete o desejo de trazer as obras dos compositores para o público de Boston. A primeira performance da Sociedade aconteceu no Natal de 1815, na King's Chapel, incluindo um coro de 90 homens e 10 mulheres.
Logo nos primeiros anos, a Sociedade estabeleceu uma tradição de inovação, apresentando as premières americanas de O Messias de Georg Friedrich Händel em 1818, A Criação de Joseph Haydn em 1819, Requiem de Giuseppe Verdi em 1878, Missa de Amy Beach em 1892 e numerosos trabalhos de Wolfgang Amadeus Mozart e Johann Sebastian Bach, entre outros.
A Sociedade foi a primeira a promover o compositor Lowell Mason, publicando sua primeira coleção de hinos e depois elegendo ele ao cargo de Presidente do grupo. 
A Sociedade organizou o primeiro grande festival americano em 1857 e tem apresentado concertos beneficentes, para vítimas do incêndio em Chicago em 1871, aos judeus refugiados em 1882, etc. Ao longo dos anos, a Sociedade tem se apresentado para ícones políticos, como James Monroe, Alexis Alexandrovich da Rússia, George Dewey e para Rainha Elizabeth II.
Na metade do século XX, a Sociedade começou a mover-se a uma "autenticidade votal e instrumental". Em 1967, um especialista em prática de performances barrocas, Thomas Dunn, tornou-se Diretor Artístico da Sociedade e transformou o grande grupo do coral em aproximadamente 30 cantores profissionais. Em 1986, Christopher Hogwood sucedeu Dunn como Diretor Artístico e adicionou instrumentos do período as performances. Em outubro de 1986, a orquestra apresentou-se pela primeira vez com "instrumentos do período", sob a batuta de Hogwood e a partir da temporada de 1989/90 todos os concertos foram executados com instrumentos do período. 

## História Recente
A Sociedade anunciou que Harry Christophers seria o novo Diretor Artístico em setembro de 2008. Christophers apresentou-se regularmente com a Sociedade e começou seus trabalho na temporada 2009/10, sendo o décimo terceiro diretor desde a fundação, em 1815. 
Christophers conduziu a Sociedade pela primeira vez em setembro de 2006, quando conduziu uma performance no Esterházy Palace (que estava lotado), no Festival Haydn em Eisenstadt, Áustria. Aconteceu no mesmo local onde Haydn viveu e trabalhou por aproximadamente 40 anos, essa aparição na Áustria marcou como a primeira apresentação da Sociedade na Europa, em toda sua história. Christophers voltou a conduzir a Sociedade em dezembro de 2007, com a obra O Messias, seguida de uma aparição no Symphony Hall em Boston (residência da Orquestra Sinfônica de Boston) em janeiro de 2008.
O maestro Grant Llewellyn foi nomeado Diretor Musical, começando seus trabalhos na temporada 2001/2. Ele não tinha experiências com instrumentos do período, mas sempre foi muito aclamado pelos críticos e músicos pelas suas conduções enérgicas. 
Em julho de 2007 o grupo fez uma aparição história no Royal Albert Hall, como parte do Proms da BBC, apresentando o oratório As Estações de Joseph Haydn, com Sir Roger Norrington.

## Diretores artísticos e musicais
- Charles E. Horn, (1847–1849)
- J.E. Goodson, (1851–1852)
- Carl Bergmann, (1852–1854)
- Carl Zerrahn, (1854–1895 e 1897–1898)
- B.J. Lang, (1895–1897)
- Reinhold L. Herman, (1898–1899)
- Emil Mollenhauer, (1900–1927)
- Thompson Stone, (1927–1959)
- Dr. Edward F. Gilday, (1959–1967)
- Thomas Dunn, (1967–1986)
- Christopher Hogwood, (1986–2001)
- Grant Llewellyn, (2001–2006)
- Harry Christophers, (2009–presente)

## Artistas convidados
- Arleen Auger
- Thomas Ball
- Stephanie Blythe
- Barbara Bonney
- Christine Brewer
- Dave Brubeck
- Stephanie Chase
- Plácido Domingo
- Arthur Fiedler
- George Henschel
- Keith Jarrett
- Robert Levin
- Lorraine Hunt Lieberson
- Sylvia McNair
- Mark Morris
- Sir Roger Norrington
- Andreas Scholl
- Craig Smith
- Dawn Upshaw